# Arbeitnehmerüberlassungsgesetz
Das deutsche Arbeitnehmerüberlassungsgesetz (AÜG) regelt die Überlassung von Arbeitnehmern (Leiharbeitnehmern), soweit sie im Rahmen einer wirtschaftlichen Tätigkeit stattfindet. Bis zum 30. November 2011 war der Anwendungsbereich des Gesetzes auf solche Arbeitnehmerüberlassung beschränkt, die gewerbsmäßig ausgeübt wurde. Das AÜG diente ursprünglich ausschließlich dem sozialen Schutz der Leiharbeitnehmer und sollte diese insbesondere vor Ausbeutung bewahren. Mittlerweile verfolgt der Gesetzgeber mit dem AÜG auch arbeitsmarktpolitische Zwecke.
In Österreich ist Rechtsgrundlage das Arbeitskräfteüberlassungsgesetz (AÜG).

## Grundsätzliches
Die Überlassung von Arbeitnehmern im Rahmen einer wirtschaftlichen Tätigkeit ist erlaubnispflichtig. Dies gilt auch für Verleiher mit Sitz im Ausland. Die Erlaubnis erteilt die Bundesagentur für Arbeit. Etwa 1,25 Prozent aller Anträge werden abgelehnt, meist wegen Steuer- und Beitragsrückständen der Verleihunternehmen. Handelt der Verleiher ohne Erlaubnis, so sind die Verträge, die er mit den Leiharbeitnehmern und den entleihenden Unternehmen vereinbart, unwirksam und es entsteht ein Arbeitsverhältnis zwischen Entleiher und Leiharbeitnehmer.
In Betrieben des Baugewerbes ist die gewerbsmäßige Arbeitnehmerüberlassung für Arbeiten, die üblicherweise von Arbeitern verrichtet werden, grundsätzlich verboten. Für welche Betriebe das Verbot gilt, richtet sich nach der Baubetriebeverordnung (BaubetrV 1980). Nicht vom Überlassungsverbot erfasst sind bestimmte Arbeiten des Baunebengewerbes wie Maler- und Lackiererarbeiten, Klempner- Schreiner- oder Metallbauarbeiten.

## Geschichte

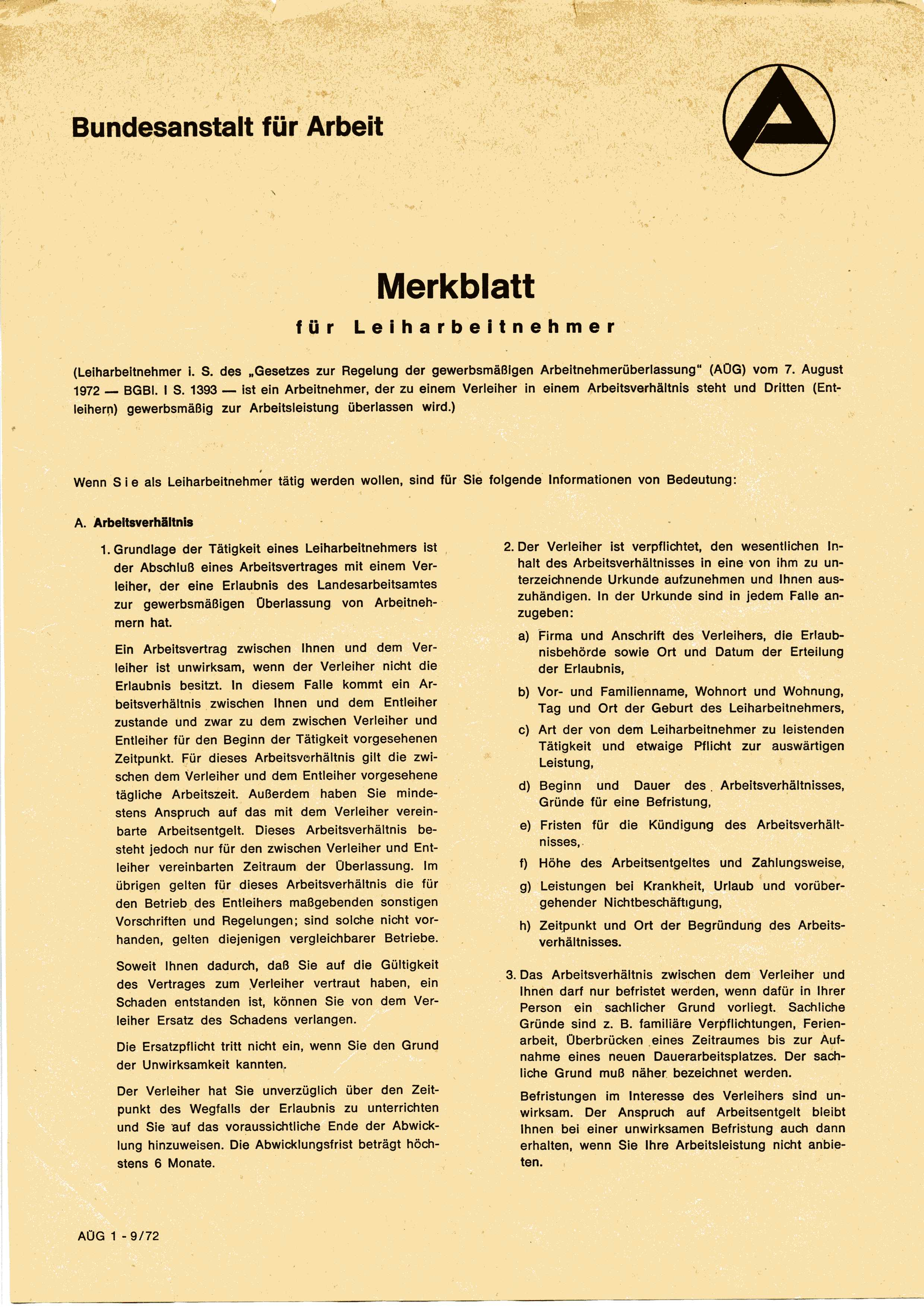
"Merkblatt für Leiharbeitnehmer" der Bundesanstalt für Arbeit, das ein Verleiher gemäß dem "Arbeitnehmerüberlassungsgesetz" (AÜG) von 1972 beim Abschluss eines Arbeitsvertrages mit einem Leiharbeiter diesem aushändigen musste

Leiharbeit wurde in der Bundesrepublik Deutschland erstmals mit dem "Gesetz zur Regelung der gewerbsmäßigen Arbeitnehmerüberlassung" (AÜG) vom 7. August 1972 gesetzlichen Einschränkungen unterworfen. Als Leiharbeiter definierte das Gesetz einen "Arbeitnehmer, der zu einem Verleiher in einem Arbeitsverhältnis steht und Dritten (Entleihern) gewerbsmäßig zur Arbeitsleistung überlassen wird". Das Gesetz schrieb vor, dass der Verleiher dem Leiharbeiter beim Abschluss des Arbeitsvertrages, der einer Schriftform bedarf, ein Merkblatt über seine Rechte übergeben muss.
Darin wurde der Leiharbeiter informiert, dass „der Verleiher Sie nicht länger als drei aufeinanderfolgende Monate einem Entleiher überlassen“ darf und dass „der Zeitraum einer unmittelbar vorangehenden Überlassung durch einen anderen Verleiher an denselben Entleiher“ auf diese drei Monate angerechnet wird (Punkt A.6). Punkt A.5 informierte den Leiharbeiter, dass „das Arbeitsverhältnis zwischen Ihnen und dem Verleiher [...] den ersten Einsatz bei einem Entleiher überdauern [muß]. Das ist nur dann der Fall, wenn die Zeit, für die das Leiharbeitsverhältnis fortgesetzt wird, in einem angemessenen Verhältnis zur Dauer des ersten Einsatzes steht“, und Punkt A.4 informierte, dass die Kündigung des Arbeitsvertrages durch den Verleiher unwirksam wird, wenn der Verleiher den Leiharbeiter innerhalb von drei Monaten wieder einstellt; der Verleiher musste dann das „Arbeitsentgelt Zeitraum zwischen Kündigung und erneuter Einstellung“ nachzahlen. Punkt A.7 informierte, dass der „Verleiher [...] Ihnen das vereinbarte Arbeitsentgelt auch dann zu zahlen [hat], wenn er Sie nicht bei einem Entleiher beschäftigen kann.“
Eine Befristung des Arbeitsvertrages zwischen Verleiher und Leiharbeiter war gestattet nur aus in der Person des Leiharbeiters liegenden sachlichen Gründen, „z. B. familiäre Verpflichtungen, Ferienarbeit, Überbrücken eines Zeitraumes bis zur Aufnahme eines neuen Dauerarbeitsplatzes. Der sachliche Grund muß näher bezeichnet werden.“ Als erlaubte Kündigungsfristen wurden die 1972 geltenden gesetzlichen Kündigungsfristen für Angestellte (6 Wochen zum Quartalsende) und Arbeiter (2 Wochen) aufgeführt. Während kürzere Kündigungsfristen per Tarifvertrag erlaubt waren, war „die einzelvertragliche Vereinbarung kürzerer Kündigungsfristen [...] ausgeschlossen“.
Das Gesetz wurde erstmals 1976 unter dem damaligen Bundeskanzler Helmut Schmidt geändert.

### Änderung 2003
Das AÜG wurde durch das Erste Gesetz für moderne Dienstleistungen am Arbeitsmarkt („Hartz I“) mit Wirkung zum 1. Januar 2003 geändert: Das besondere Befristungsverbot, das Synchronisationsverbot, das Wiedereinstellungsverbot und die Beschränkung der Überlassungsdauer auf höchstens zwei Jahre wurden aufgehoben.
Zu Gunsten der Leiharbeitnehmer wurde der so genannte Gleichstellungsgrundsatz im Gesetz verankert. Dieser besagt, dass Leiharbeitnehmer zu denselben Bedingungen beschäftigt werden müssen wie die Stammarbeitnehmer des entleihenden Unternehmens: Gleiche Arbeitszeit, gleiches Arbeitsentgelt, gleiche Urlaubsansprüche (sog. equal pay und equal treatment). Ein Tarifvertrag kann jedoch abweichende Regelungen zulassen, wovon bereits Gebrauch gemacht worden ist, zum Beispiel durch die Tarifverträge des Arbeitgeberverband Mittelständischer Personaldienstleister (AMP) mit der Tarifgemeinschaft Christliche Gewerkschaften Zeitarbeit und PSA oder durch die Tarifverträge der DGB-Gewerkschaften mit dem Bundesverband Zeitarbeit (BZA) oder dem Interessenverband Deutscher Zeitarbeitsunternehmen (iGZ). Verfassungsbeschwerden von Arbeitgeberverbänden und Verleihunternehmen gegen den Gleichstellungsgrundsatz blieben erfolglos.

### Änderung 2011
Aufgrund diverser Vorfälle (z. B. Kündigung der Arbeitnehmer und „Wiedereinstellung“ über zuvor selbst gegründete Leiharbeitsunternehmen zu schlechteren Bedingungen) und aufgrund der notwendigen Umsetzung der neuen Leiharbeitsrichtlinie der EU wurde das AÜG erneut geändert. Entsprechend der Erweiterung des Anwendungsbereichs des Gesetzes wurde mit Wirkung zum 1. Dezember 2011 aus der Überschrift und aus mehreren Paragrafen das Wort „gewerbsmäßig“ gestrichen. Zusätzlich wurde die Möglichkeit etabliert, auf Antrag der Tarifpartner im Bereich der Leiharbeit eine Lohnuntergrenze für allgemeinverbindlich erklären zu lassen, eine Art von Mindestlohn für Leiharbeit. Verleiher wurden verpflichtet, Leiharbeitnehmern im Wesentlichen Arbeitsbedingungen zu gewähren wie sie vergleichbare Stammbeschäftigte im Unternehmen erhalten, Zugang zu Gemeinschaftseinrichtungen eingeschlossen. Der Bundesrat kritisierte die Anwendbarkeit auf Werkstätten für Menschen mit Behinderungen.
Eine weitere Gesetzesänderung, welche die Kontrolle und entsprechende Sanktionsmöglichkeiten neu regeln sollte, ist am 30. Juli 2011 in Kraft getreten.

### Änderung 2017
Seit 1. April 2017 gilt eine Höchstüberlassungsdauer von Leiharbeitern von 18 Monaten (§ 1 Abs. 1b AÜG), womit ein ausdrückliches Verbot von sogenannten Kettenüberlassungen gilt. Vorherige Überlassungszeiten an denselben Entleiher sind vollständig anzurechnen, wenn zwischen den Einsätzen jeweils nicht mehr als drei Monate liegen. Durch Tarifvertrag und für Kirchen und die öffentlich-rechtlichen Religionsgesellschaften können abweichende Regelungen getroffen werden. Überlassungszeiten vor dem 1. April 2017 werden bei der Berechnung der Überlassungshöchstdauer nicht berücksichtigt (§ 19 Abs. 2 AÜG). Leiharbeitern steht derselbe Lohn zu wie der restlichen Stammbelegschaft (§ 8 Abs. 1 AÜG). Davon kann durch einen Tarifvertrag abgewichen werden (§ 8 Abs. 2 und 4 AÜG). Der erweiterte § 11 Abs. 5 AÜG verbietet den Einsatz von Leiharbeitern, die Tätigkeiten von streikenden Beschäftigten ausführen (Streikbrecher).

## Kritik
Das Arbeitnehmerüberlassungsgesetz ist umstritten. So fordern der Bundesverband Zeitarbeit und der Interessenverband Deutscher Zeitarbeitsunternehmen sowie der Deutsche Industrie- und Handelskammertag, das AÜG und den Erlaubnisvorbehalt abzuschaffen – sie fordern eine Deregulierung der Arbeitnehmerüberlassung.
Andererseits bezeichnen Kritiker die Leiharbeit auch als „moderne Sklaverei“ und fordern eine leiharbeiterfreundlichere Gesetzgebung. Eine sinnvolle Klassifizierung der Kritiker in Unternehmer, Personaldienstleister und prekär beschäftigte Gruppierungen scheint noch ausstehend zu sein, und somit eine arbeitnehmerfreundlichere, sozialversicherungspolitisch und demografisch verträglichere Arbeitnehmerüberlassung, als die jetzige, in weite Ferne gerückt.